# فيكتور يوهانسن
فيكتور يوهانسن (بالنرويجية البوكمول: Victor Johansen)‏ هو لاعب كرة قدم نرويجي في مركز الدفاع، ولد في 16 يونيو 1994 في بروكسل في بلجيكا. لعب مع نادي فوليرينغا ونادي لين ونادي مولده.

## وصلات خارجية
- فيكتور يوهانسن على موقع اتحاد النرويج (النرويجية)
- فيكتور يوهانسن على موقع قاعدة بيانات كرة القدم.إي يو (الإنجليزية)
- فيكتور يوهانسن على موقع AS.com (الإسبانية)